# Astathes cincta
Astathes cincta är en skalbaggsart som beskrevs av Charles Joseph Gahan 1901. Astathes cincta ingår i släktet Astathes och familjen långhorningar. Inga underarter finns listade.